# Anadyr' (città)
Anádyr' (in russo Ана́дырь?; in ciukcio Кагыргын, Kagyrgyn, o Въэӈын, V"ėňyn) è una cittadina dell'Estremo Oriente russo, capoluogo della Čukotka; è situata vicino alla foce del fiume omonimo.

## Storia
L'insediamento venne fondato nell'agosto 1889 con il nome di Novo-Mariinsk (in russo Ново-Мариинск?) e ribattezzato con l'attuale nome nel 1923; lo status di città arrivò solo nel gennaio 1965.

## Società

### Evoluzione demografica
Abitanti censiti

## Geografia e clima

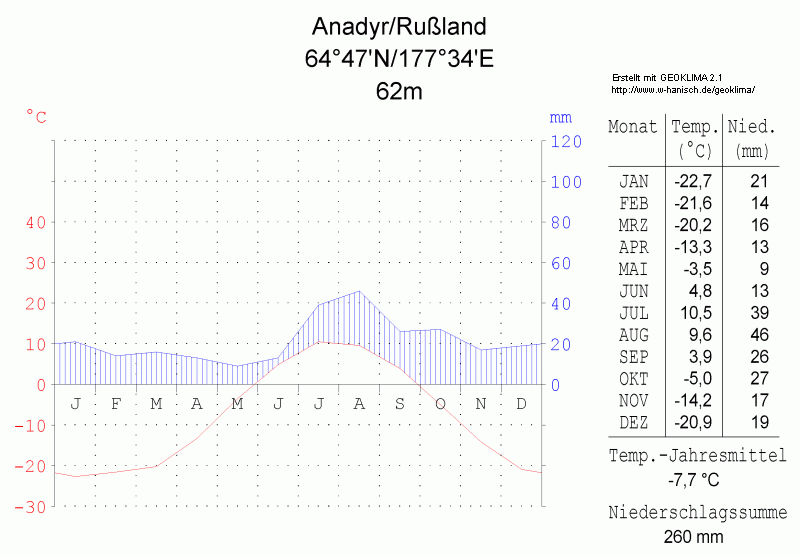
Tabella climatica

Anadyr' è un porto di una certa importanza situato sul passaggio tra la baia Onemen e il liman del Kančalan (a ovest) e il liman dell'Anadyr' (a est), il quale si affaccia sul golfo dell'Anadyr', insenatura del mare di Bering. La città è inoltre servita da un aeroporto, con voli regolari con parecchi centri dell'Estremo Oriente russo e l'Alaska. A sud-est, a 5,85 km dalla città, si trova la piccola isola Aljumka.
| Anadyr' (1991-2020) Fonte:  | Mesi         | Mesi         | Mesi         | Mesi         | Mesi         | Mesi        | Mesi        | Mesi        | Mesi         | Mesi         | Mesi         | Mesi         | Stagioni | Stagioni | Stagioni | Stagioni | Anno  |
| Anadyr' (1991-2020) Fonte:  | Gen          | Feb          | Mar          | Apr          | Mag          | Giu         | Lug         | Ago         | Set          | Ott          | Nov          | Dic          | Inv      | Pri      | Est      | Aut      | Anno  |
| --------------------------- | ------------ | ------------ | ------------ | ------------ | ------------ | ----------- | ----------- | ----------- | ------------ | ------------ | ------------ | ------------ | -------- | -------- | -------- | -------- | ----- |
| T. max. media (°C)          | −18,5        | −17,4        | −14,6        | −8,2         | 2,0          | 11,6        | 16,1        | 14,1        | 8,3          | −1,1         | −8,3         | −15,8        | −17,2    | −6,9     | 13,9     | −0,4     | −2,7  |
| T. media (°C)               | −22,1        | −21,1        | −18,4        | −12,0        | −1,2         | 7,2         | 12,1        | 10,5        | 5,3          | −3,6         | −11,5        | −19,2        | −20,8    | −10,5    | 9,9      | −3,3     | −6,2  |
| T. min. media (°C)          | −25,7        | −24,7        | −21,8        | −15,6        | −3,9         | 4,0         | 9,0         | 7,7         | 2,7          | −5,9         | −14,6        | −22,6        | −24,3    | −13,8    | 6,9      | −5,9     | −9,3  |
| T. max. assoluta (°C)       | 5,8 (1963)   | 2,7 (1933)   | 3,0 (1981)   | 7,1 (1945)   | 19,3 (2010)  | 26,5 (1967) | 31,5 (1956) | 26,6 (1932) | 20,4 (2018)  | 15,6 (1963)  | 4,6 (1991)   | 4,3 (1937)   | 5,8      | 19,3     | 31,5     | 20,4     | 31,5  |
| T. min. assoluta (°C)       | −46,8 (1913) | −44,7 (1940) | −42,1 (1977) | −39,6 (1900) | −28,2 (1968) | −7,6 (1937) | −1,2 (1956) | −4,3 (1993) | −11,8 (1979) | −28,2 (1965) | −38,8 (1928) | −45,2 (1898) | −46,8    | −42,1    | −7,6     | −38,8    | −46,8 |
| Nuvolosità (okta al giorno) | 5,4          | 5,3          | 4,9          | 5,6          | 7,1          | 6,7         | 7,2         | 7,6         | 7,1          | 7,0          | 6,1          | 5,6          | 5,4      | 5,9      | 7,2      | 6,7      | 6,3   |
| Precipitazioni (mm)         | 40           | 44           | 38           | 23           | 13           | 16          | 36          | 45          | 32           | 29           | 36           | 33           | 117      | 74       | 97       | 97       | 385   |
| Giorni di pioggia           | 0,2          | 0,2          | 0,2          | 1,0          | 9,0          | 15,0        | 17,0        | 19,0        | 17,0         | 6,0          | 2,0          | 1,0          | 1,4      | 10,2     | 51,0     | 25,0     | 87,6  |
| Nevicate (cm)               | 16           | 17           | 19           | 19           | 8            | 0           | 0           | 0           | 0            | 3            | 6            | 11           | 44       | 46       | 0        | 9        | 99    |
| Giorni di neve              | 18,0         | 18,0         | 15,0         | 17,0         | 16,0         | 2,0         | 0,1         | 0,3         | 5,0          | 19,0         | 19,0         | 18,0         | 54,0     | 48,0     | 2,4      | 43,0     | 147,4 |
| Giorni di nebbia            | 4            | 3            | 3            | 4            | 10           | 10          | 8           | 7           | 4            | 5            | 4            | 2            | 9        | 17       | 25       | 13       | 64    |
| Umidità relativa media (%)  | 82           | 81           | 81           | 82           | 84           | 78          | 79          | 81          | 80           | 84           | 84           | 82           | 81,7     | 82,3     | 79,3     | 82,7     | 81,5  |
| Vento (direzione-m/s)       | NW 7,0       | NW 7,5       | NW 7,1       | NW 6,2       | SE 5,8       | SE 6,0      | SE 6,4      | SE 5,7      | NW 6,5       | NW 8,2       | NW 7,8       | NW 6,7       | 7,1      | 6,4      | 6,0      | 7,5      | 6,7   |

## Galleria d'immagini

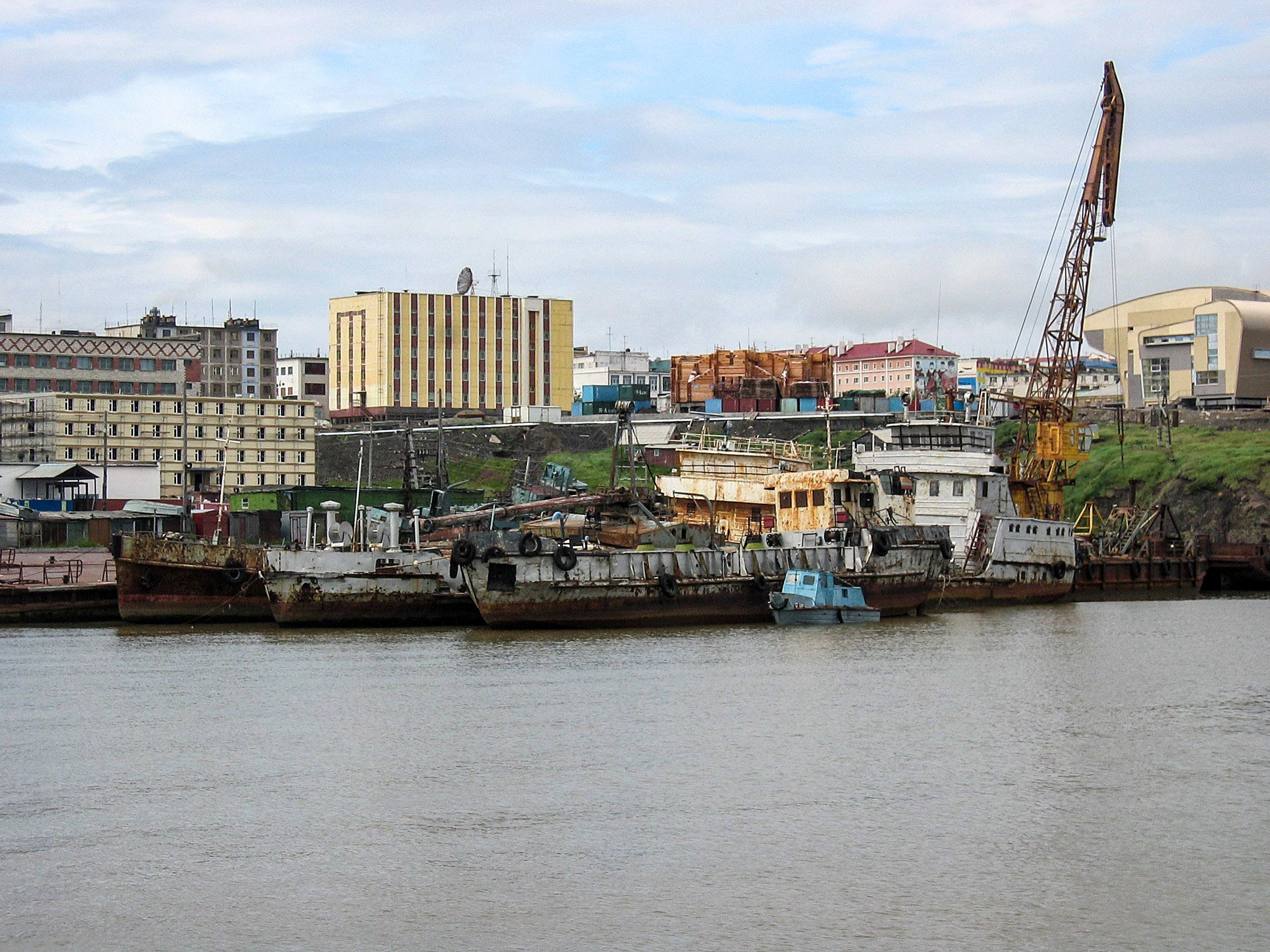
Il porto
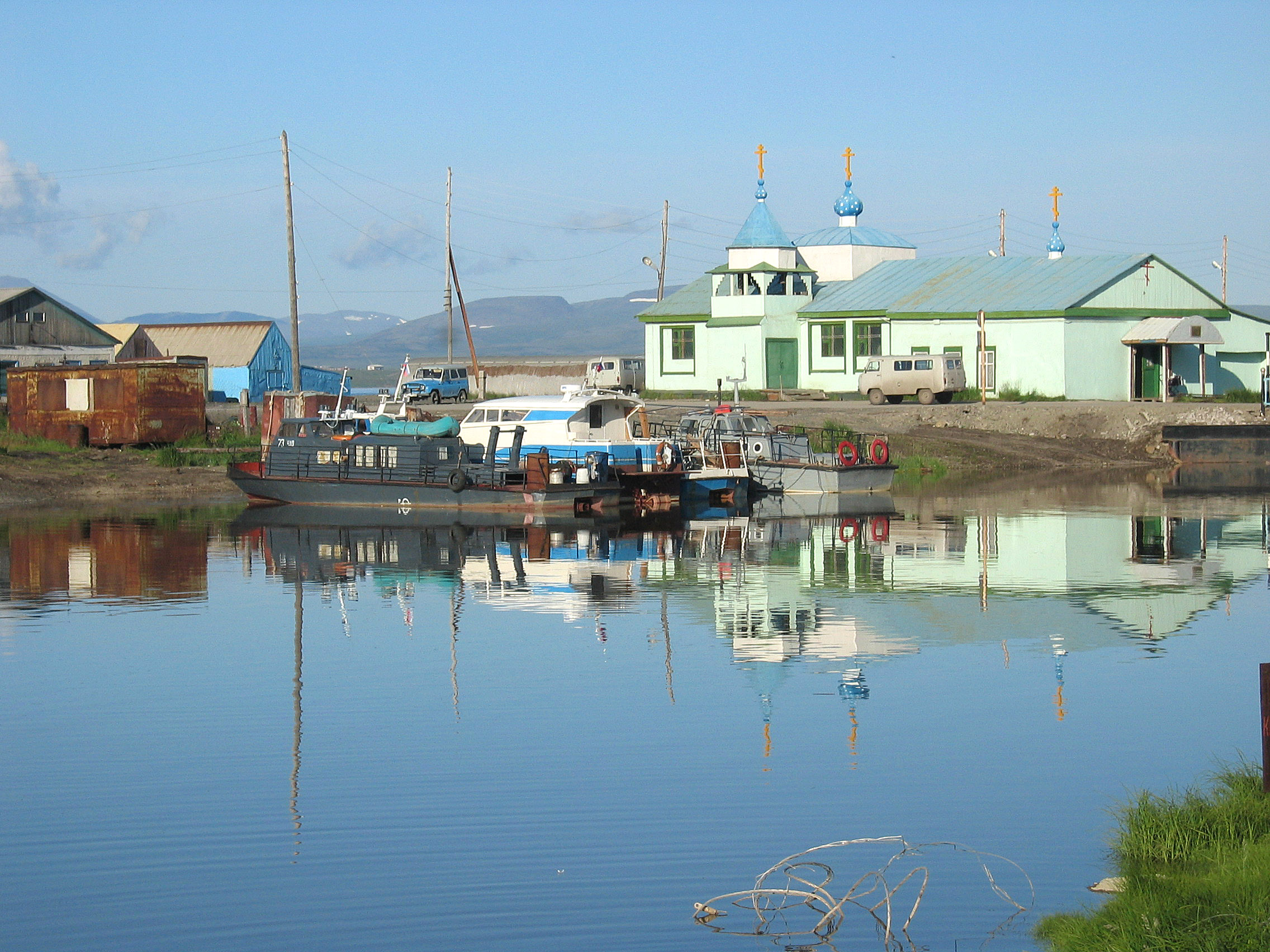
Particolare del porto della città
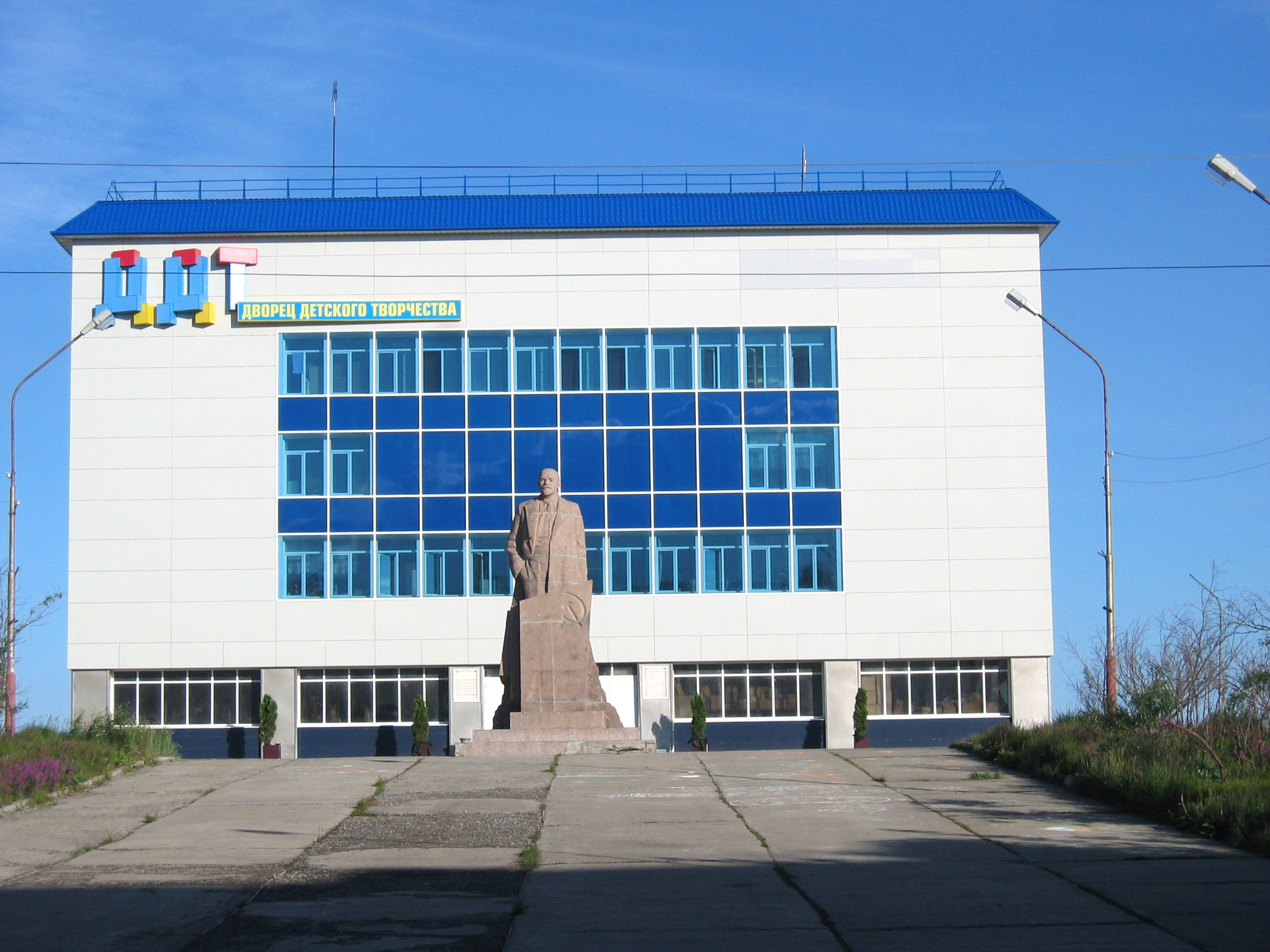
Il palazzo ricreativo per l'infanzia
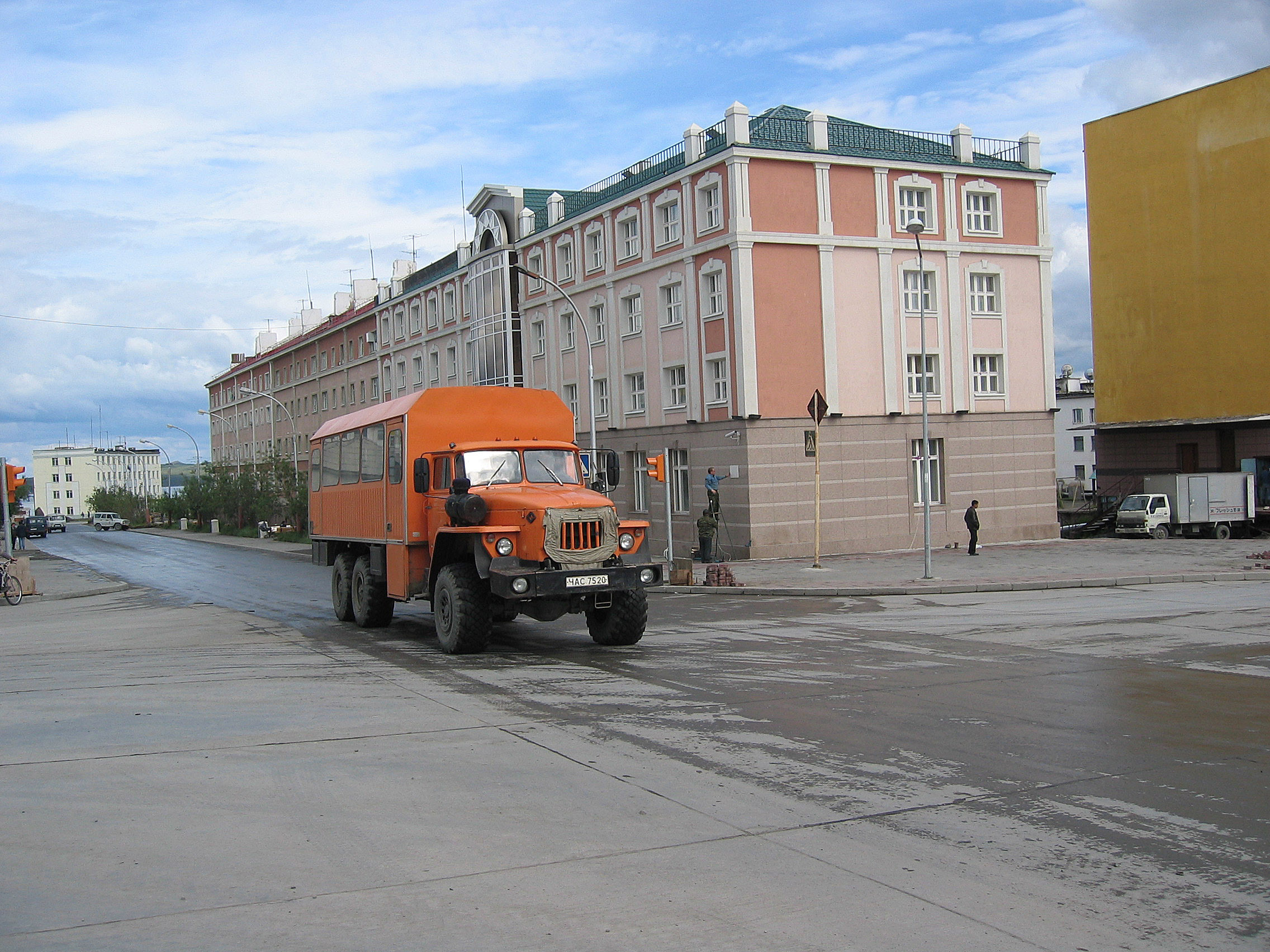
Bus della città
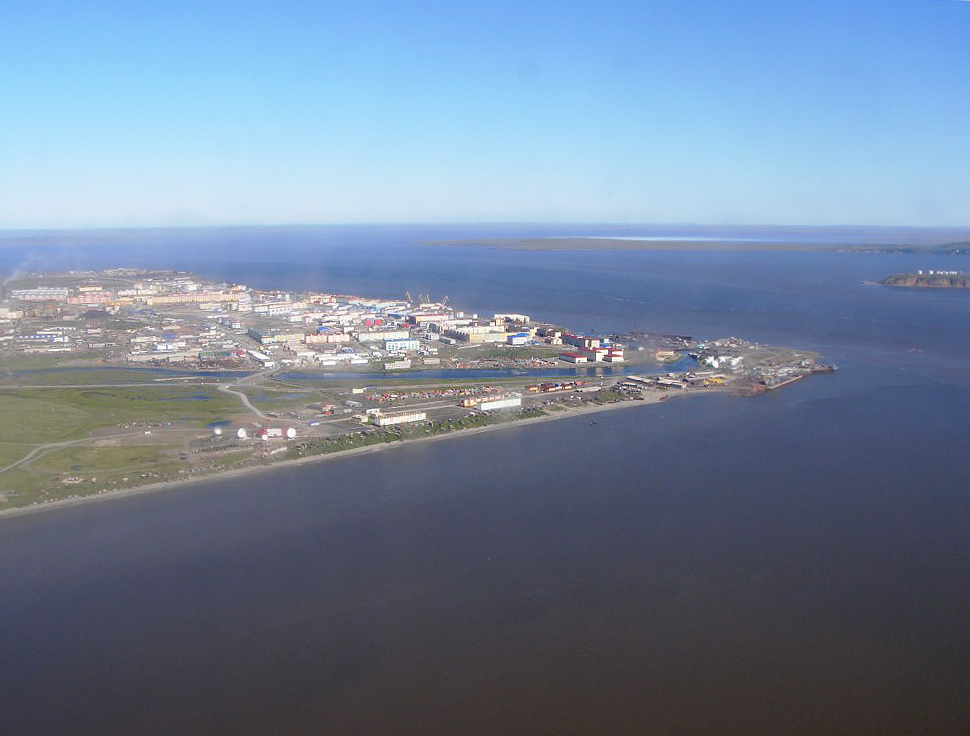
Veduta della città